# Thigmocomidae
Famille
Les Thigmocomidae sont une famille de ciliés de la classe des Oligohymenophorea et de l'ordre des Scuticociliatida.

## Étymologie
Le nom de la famille vient du genre type Thigmocoma, dérivé du grec θίγμο / thigmo, « toucher », et  κόμη / kómē, « cheveux »), en référence au caractère thigmotactique de la ciliature de ce cilié.

## Description
Les Thigmocomidae ont une petite taille (<80 µm). Leur forme est ovoïde, aplatie latéralement, légèrement effilée postérieurement. Ils vivent en nage libre. Leur ciliation somatique est réduite, prenant la forme de cinétofragments antérieurs relativement densément ciliés, avec une zone clairement délimitée de ciliature thigmotactique sur la surface latérale concave gauche et la moitié postérieure du corps peu ciliée, avec des cinéties somatiques latérales gauches incomplètes. Leur région orale est en position équatoriale, avec une polycinétie parorale courte et une grande polycinétie orale plus large antérieurement, se rétrécissant postérieurement. Leur macronoyau est globulaire. Micronoyau et vacuole contractile sont présents. Le cytoprocte n’a pas été observé. 

## Habitat
Les Thigmocomidae vivent dans des habitats terrestres peut-être comme endoparasites dans l'organe rénal des escargots, comme Oxychilu.

## Liste des genres
Selon GBIF (21 juin 2024) :
- Thigmocoma Kazubski, 1958 genre type
  - Espèce type : Thigmocoma acuminata  Kazubski, 1958

Selon Lynn (2010)
- Baikalothigma Jankowski, 1982
- Cotensicoma Jankowski, 1982
- Thigmocoma Kazubski, 1958
- Larvulina Penard, 1922 Incertae sedis dans l’ordre des Pleuronematida

## Systématique
Le nom valide de ce taxon est Thigmocomidae Kazubski (d), 1958.

## Publication originale
- (en) S.L. Kazubski, « Thigmocoma acuminata gen. nov., sp. nov. (Thigmotricha-Thigmocomidae fam. nov.) a parasite of the renal organ of Schistophallus orientalis Cless. (Pulmonata-Zonitidae) », Bulletin de l'Académie polonaise des sciences, vol. 6,‎ 1958, p. 167-172 (ISSN 0001-4117).